# هوايهوا
هوايهوا (بالصينية: 怀化市 )‏ هي مدينة على مستوى محافظة، في جمهورية الصين الشعبية، تتبع خونان، تبلغ مساحتها 27,564 كيلومتر مربع، رمزها البريدي هو 418000.

## التقسيمات الإدارية
- Hecheng, Huaihua [الإنجليزية]‏
- Zhongfang County [الإنجليزية]‏
- Yuanling County [الإنجليزية]‏
- Chenxi County [الإنجليزية]‏
- Xupu County [الإنجليزية]‏
- Huitong County [الإنجليزية]‏
- Mayang Miao Autonomous County [الإنجليزية]‏
- Xinhuang Dong Autonomous County [الإنجليزية]‏
- Zhijiang Dong Autonomous County [الإنجليزية]‏
- Jingzhou Miao and Dong Autonomous County [الإنجليزية]‏
- Tongdao Dong Autonomous County [الإنجليزية]‏
- هونغ جيانغ  [لغات أخرى]‏.